# Губаревка (Воронежская область)
Губаревка — хутор в Острогожском районе Воронежской области. Входит в состав Шубинского сельского поселения.

## Население
| 2000 | 2005 | 2010 |
| ---- | ---- | ---- |
| 53   | ↘43  | ↘34  |

## Инфраструктура
На хуторе имеются две улицы — Лесная и Мира.